# Martin-chasseur couronné
Todiramphus australasia
Espèce
Statut de conservation UICN

 NT  : Quasi menacé
Le Martin-chasseur couronné (Todiramphus australasia) est une espèce d'oiseau de la famille des Alcedinidae. Il est répandu discontinuellement à travers les petites îles de la Sonde. Son habitat naturel est subtropical ou forêts tropicales sèches. Il est menacé par la perte d'habitat. De nombreux scientifiques lui donnent le surnom de « roi de cannelle ».